# Curcumina
La curcumina, o E100 nella codifica europea degli additivi alimentari, è un estratto dalla Curcuma longa utilizzato principalmente come colorante alimentare. Ha colore giallo, simile a quello dello zafferano. Il suo utilizzo come colorante alimentare non è ammesso in USA e Canada. In altri settori merceologici, come quello cosmetico, è identificata da Color Index: C.I. 75300 o da Natural Yellow 3. Il nome curcumina è anche uno dei sinonimi del suo principale costituente. La curcumina può essere anche considerata come un integratore alimentare. Con questa funzione è generalmente riconosciuta come sicura (GRAS) dalla FDA.

## Storia
La curcumina è stata per la prima volta isolata e descritta da Vogel e Pelletier nel 1842. Dopo che Ciamician a altri ne hanno definito la formula chimica, la struttura è stato identificata nel 1910 da J. Miłobędzka, Stanisław Kostanecki e Wiktor Lampe.
Nel 1913 Lampe riesce a sintetizzarla, ma solo nel 1953, dopo gli studi di Pavolini e altri, Srinivasan la identifica chiaramente come una miscela.
La via biosintetica è conosciuta solamente dal 2008.
La Curcuma è parte integrante della medicina e fitoterapia di molti paesi del Sud-Est asiatico, viene comunemente utilizzata per trattare disturbi biliari, ittero, anoressia, tosse, ulcere diabetiche, disturbi epatici, reumatismi, infiammazione, sinusite, disturbi mestruali, ematuria, ed emorragia. La curcuma o curcumin è anche usata come antisettico, analgesico, antinfiammatorio, antimalarico e repellente per insetti.
La curcumina è uno dei più studiati fitoterapici al mondo.

## Composizione
Come per tutti gli estratti vegetali la sua composizione può variare in funzione della varietà della pianta, del luogo di coltivazione, della raccolta, del processo di estrazione e di altri fattori.
L'estratto standard per utilizzo alimentare, come specificato dal JECFA e dall'EFSA, deve contenere almeno il 90% di curcumine o curcuminoidi in varie proporzioni:
| Sostanza | Nome                                                                   | concentrazione (% w/w) | concentrazione tipica nei prodotti commerciali |
| -------- | ---------------------------------------------------------------------- | ---------------------- | ---------------------------------------------- |
|          | diferuloilmetano, curcumina o curcumina I                              | 65 - 85                | 77                                             |
|          | p-idrossicinnamoilferuloilmetano, demetossicurcumina o curcumina II    | 12 - 25                | 17                                             |
|          | p,p-di-idrossidicinnamoilmetano, bisdemetossicurcumina o curcumina III | 1 – 10                 | 3                                              |

Alcune analisi hanno individuato ciclocurcumina al 3% oltre che isomeri geometrici della curcumina I e della curcumina III.

diferuloilmetano enolico

diferuloilmetano cheto

La curcumina I e la curcumina III esibiscono tautomeria cheto-enolica. Ai gruppi ossidrili (-OH) degli isomeri enolici viene attribuita la spiccata azione antiossidante delle curcumine. Semplificando, le curcumine sono composte da 2 gruppi fenolici legati da 2 gruppi α, β insaturi. Questi ultimi, quali accettori di Michael, favoriscono le addizioni nucleofile. In funzione del processo di purificazione possono essere presenti, in piccola quantità: α-turmerone, β-turmerone, curlone, zingiberene, turmenorolo A, turmeronolo B e altri sesquiterpeni e resine che caratterizzano l'oleoresina di curcuma, intermedio di produzione della curcumina. La maggiore concentrazione di componenti aromatiche modifica il potenziale utilizzo della polvere di curcuma e dell'oleoresina di curcuma, classificate in passato come colorante E100(ii).

### Fonti
La curcumina costituisce dal 2 all'8 % del peso della comune polvere di curcuma per cucina.
Diverse fonti alternative di curcumina e dei suoi analoghi sono presenti in altre specie oltre la Curcuma longa: Curcuma mangga, Curcuma zedoaria, Costus speciosus, Curcuma xanthorrhiza, Curcuma aromatica, Curcuma phaeocaulis, Etlingera elatior e Zingiber cassumunar.

### Biosintesi

Biosintesi della curcumina

Il percorso biosintetico della curcumina si è dimostrato molto difficile da determinare. Nel 1973 Roughly e Whiting hanno proposto due meccanismi per la biosintesi.
1. Nel primo meccanismo viene coinvolto una catena di reazione di estensione da acido cinnamico e 5 molecole Malonil-CoA che sono alla fine arilizzate in un curcuminoide.
2. Nel secondo meccanismo vengono coinvolte due unità cinnamato accoppiate tra loro da malonyl-CoA.

Entrambi i meccanismi usano l'acido cinnamico, derivato dalla fenilalanina, come punto di partenza. Questo è degno di nota perché la biosintesi nella pianta impiega l'acido cinnamico come punto di partenza e ciò in natura è insolito, essendo più comune l'uso di acido p-cumarico. Sono pochi i composti identificati: nigorufone e pinosilvina ed entrambi usano l'acido cinnamico come molecola di partenza.
La seconda via biosintetica è oggi universalmente accettata.

### Estrazione
La curcumina si ottiene per estrazione con solvente dal rizoma essiccato e macinato della pianta di Curcuma longa (Curcuma domestica Valeton). Si ottiene un intermedio l'oleoresina di curcumina che contiene dal 37 al 55% di curcumine e fino al 25% di oli volatili. L'estratto deve essere separato dalle sostanze aromatiche presenti nell'oleoresina, per cui viene purificato per cristallizzazione. I solventi utilizzati, singolarmente o in combinazione, sono normalmente: acetone, etil acetate, etanolo, metanolo, esano, alcol isopropilico. L'utilizzo di solventi tradizionali per l'estrazione non è di grande efficienza e può richiedere un costoso smaltimento di questi ultimi per prevenire danni ambientali; per questo motivo sono allo studio meccanismi di estrazione a temperature più basse con altri solventi quali i liquidi ionici.
Il prodotto ottenuto è liposolubile, di un colore giallo brillante tendente al verdastro e vira al rosso con pH superiore a 7,5.
Il suo assorbimento e la sua assimilazione sono resi difficile dall'instabilità del pH intestinale, dalla scarsa stabilità in acqua, dalla pessima biodisponibilità orale e dalla rapida eliminazione.

### Analisi
Oltre a varie procedure analitiche gascromatografiche in grado di caratterizzare l'estratto, è possibile una semplice identificazione colorimetrica basata sul comportamento della curcumina in ambiente acido: il colore della sua soluzione in etanolo dev'essere giallo con fluorescenza verde e virare al rosso intenso per aggiunta di acido solforico concentrato.
La curcumina reagisce con diversi composti contenenti boro come l'acido borico, gli acidi boronici liberi, gli esteri degli acidi boronici e i sali di fluoroborato, dando una colorazione rossa e può essere utilizzata come indicatore per il boro.

## Tossicologia e sicurezza
La sicurezza della curcumina, se assunta a basso dosaggio, è supportata da molte prove, compresi vari studi clinici sull'uomo, nonché da una varietà di studi sperimentali su animali e in vitro che corroborano ulteriormente le osservazioni sull'uomo. Gli studi clinici hanno mostrato epatotossicità a dosi elevate.
I dati ricavati da studi su animali sono molti e a volte equivoci. In particolare gli studi sulla carcinogenesi, tossicità riproduttiva ed epatotossicità sui ratti. L'Agenzia europea per i medicinali conclude che la curcumina non appare essere mutagenica o tossica per la riproduzione.
Il JECFA (Joint FAO/WHO Expert Committee on Food Additives) ha stabilito una DGA di 0–3 mg/kg pc/die ricavato da un NOEL di 250–320 mg/kg pc/die sulla riproduzione dei ratti. L'EFSA (Agenzia Europea per la Sicurezza alimentare) ha adottato una DGA di 3 mg/kg pc/die ricavato dal NOAEL calcolato in studi sulla tossicità riproduttiva. Il colorante E100 nella UE può essere utilizzato con concentrazioni limitate da 20 a 500 mg/kg a seconda dei prodotti alimentari. In alcuni tipi, come alcuni formaggi, oli e grassi può essere utilizzata quantum satis  avendo come limite solo le norme di buona fabbricazione.

### Farmacocinetica
L'assorbimento orale è modesto e la biodisponibilità è fugace, il suo metabolismo è rapido con bassi livelli ematici e tissutali e con una estensiva escrezione.
I parametri farmacocinetici di 10 e 12 g di curcumina somministrati a volontari sani sono:
- AUC
  - 10 gr: 35.33 +/- 3.78;
  - 12 gr: 26.57 +/- 2.97 mg/mL x h
- Cmax 1.73 +/- 0.19 mg/mL
- Tmax 3.29 +/- 0.43 h
- T1/2 6.77 +/- 0.83 h

Ratio: glucuronide vs sulfato è di 1.92:1.
Contribuiscono allo scarso assorbimento orale l'insolubilità nell'acqua. Nel tentativo di migliorare l'assorbimento la curcumina si associa alla piperina (piper nigrum), anche se un recente studio (2013) ne afferma l'inutilità; oppure viene inclusa in liposomi e/o nano-particelle oppure ancora si usano analoghi strutturali, o anche esiste una formulazione di curcumina inclusa in β-ciclodestrina (hydroxypropyl-β-cyclodextrin-curcumin).
Non esiste tossicità dose-limitante né per la curcumina né per i suoi metaboliti che si ritrovano nelle feci. Con 450 mg o più di curcumina somministrata per via orale per sette giorni se ne ritrovano tracce nei tessuti normali, nelle mucose e in tessuti tumorali di tumori del colon. Resta comunque poco chiaro il ruolo farmacologico dei metaboliti.
Una formulazione brevettata di curcumina e lecitina di soia nel rapporto di 1:2 con 2 parti di cellulosa microcristallina ha mostrato di migliorare significativamente l'assorbimento intestinale e rallentare l'eliminazione con più alti livelli plasmatici di principi attivi. Questo è stato verificato anche sull'uomo dove si è visto un assorbimento maggiore di 29 volte mediamente (27 a bassa dose e 31 alta dose) rispetto alla curcumina non complessata.
| Parametro farmacocinetico | Curcumin Cmax (nM) | Curcumin fosfolipide Cmax (nM) | Curcumin AUC (µg•min/ml) | Curcumin fosfolipide AUC (µg·min/ml) |
| ------------------------- | ------------------ | ------------------------------ | ------------------------ | ------------------------------------ |
| Curcumin                  | 6.5 ± 4.5          | 33.4 ± 7.1                     | 4.8                      | 26.7                                 |
| Curcumin Glucuronide      | 225 ± 0.6          | 4420 ± 292                     | 200.7                    | 4764.7                               |
| Curcumin Sulphate         | 7.5 ± 11.5         | 21.2 ± 3.9                     | 15.5                     | 24.8                                 |

La LD50 nel ratto è >2 g/Kg.

### Metaboliti
Vari test, soprattutto su ratti, hanno analizzato il percorso metabolico della curcumina. Assunta per via orale le principali trasformazioni metaboliche si verificano nell'intestino e nel fegato. I principali metaboliti sono:
- Solfato di curcumina
- Tetraidrocurcumina
- Curcumina glucuronide

Di questi la tetraidrocurcumina, incolore, con altri metaboliti prodotti per bioriduzione, esaidrocurcumina e octoidrocurcumina, pare poter esplicare molte delle attività attribuite alla curcumina.
Le vie metaboliche predominanti sono la riduzione e la coniugazione, e alcuni enzimi che metabolizzano i farmaci quali l'alcool deidrogenasi, l'UDP-glicuronosiltransferasi (UGT) o la sulfotransferasi; insieme alle principali vie metaboliche in vivo quali la deossidrilazione, la ciclizzazione e la metilazione. Inoltre, più di trenta metaboliti di curcuminoidi sono stati identificati, con vari metodi, in matrici biologiche tra cui il plasma, urine e bile nei ratti o nell'uomo.

### Farmacodinamica
Dal punto di vista farmacodinamico si riteneva che la curcumina presentasse diversi target farmacologici e molecolari; tuttavia si è scoperto che la curcumina è responsabile di falsi segnali nei test di screening farmacologico.

## Studi sugli eventuali effetti sulla salute
Nel XX secolo alcune ricerche identificarono nella curcumina il fattore responsabile della maggior parte delle attività biologiche della curcuma. Studi In vitro e su animali hanno suggerito che la curcumina possa avere una serie di potenziali effetti terapeutici o di prevenzione rilevandone una serie di presunte proprietà: antinfiammatoria, attività antibatterica ecc. e sul fegato.
Attualmente questi effetti non sono stati confermati negli esseri umani e nel 2017 è stata pubblicata la più ampia rassegna critica sulla curcumina mai realizzata, giungendo alla conclusione che non ci sono prove che offra alcuno specifico beneficio terapeutico.

## Interazioni
La curcumina e i suoi metaboliti attivi sono capaci di legarsi direttamente al DNA e RNA. Grazie alla sua parte β-dichetone, la curcumina subisce la tautomeria cheto-enolica, cosa che viene indicata come favorevole per ottenere un legame diretto con altre molecole. I gruppi funzionali sulla curcumina adatti all'interazione con altre macromolecole includono α, β-insaturo della porzione β-dichetone, il gruppo carbonilico e gruppi enolico della porzione dei gruppi β-dichetone, metossifenolico e ossidrilico e gli anelli fenilici.
Inoltre, grazie anche a questi legami la curcumina è capace di legarsi direttamente alle proteine trasportatrici migliorando così la propria solubilità e biodisponibilità.

## Avvertenze ed effetti collaterali
Diversi studiosi sottolineano che, come molte altre sostanze antiossidanti, la curcumina può dare inconvenienti, in studi in provetta, poiché accanto ai presunti effetti benefici ci sono effetti pro-ossidanti. Gli effetti cancerogeni sono stati dedotti dal fatto che la curcumina interferisce con la proteina P53 che ricopre la funzione di soppressore tumorale. Tuttavia i test, e tra essi quello relativo all'LD, svolti su gatti e topi non sono riusciti a dimostrare una relazione tra tumorigenesi e somministrazioni di curcumina in concentrazione superiori al 98%.
Altri studi suggeriscono che la curcumina può avere effetti cancerogeni in presenza di determinate condizioni. In studi su animali si sono ravvisati come effetti collaterali l'alopecia e una bassa pressione sanguigna.
Studi clinici sull'uomo con alti dosaggi (2–12 grammi) di curcumina hanno mostrato pochi effetti collaterali quali nausea e diarrea. Più recentemente si è riscontrato che la curcumina altera il metabolismo del ferro attraverso chelazione e sopprimendo l'epcidina causando così una potenziale carenza di ferro.
I soggetti affetti da calcolosi biliare non devono assumere curcumina poiché, inducendo essa la contrazione della colecisti (azione colecistocinetica), potrebbe scatenare l'insorgenza di coliche biliari o altre complicanze.
Ulteriori studi appaiono necessari per stabilire il rapporto rischi/benefici della curcumina.

### Libri
- P.T. Coultate, La chimica degli alimenti, Zanichelli. ISBN 88-08-07149-9

#### Fitoterapia
- Francesco Capasso, Timothy S. Gaginella, Giuliano Grandolini and Angelo A. Izzo, Phytotherapy: A Quick Reference to Herbal Medicine, Springer Science & Business Media, 6 dicembre 2012, ISBN 978-3-642-55528-2.
- Volker Schulz, Rudolf Hänsel, Mark Blumenthal and V. E. Tyler, Rational Phytotherapy: A Reference Guide for Physicians and Pharmacists, Springer Science & Business Media, 9 marzo 2013,  p. 1, ISBN 978-3-662-09666-6.
- Kerry Bone & Simon Mills, Principles and Practice of Phytotherapy: Modern Herbal Medicine, Elsevier Health Sciences, 8 gennaio 2013, ISBN 0-7020-5297-3.
- Peter Conway, The Consultation in Phytotherapy: The Herbal Practitioner's Approach to the Patient, Elsevier Health Sciences, 20 settembre 2010, ISBN 1-4557-2527-7.
- Michael Heinrich, Joanne Barnes, Simon Gibbons and Elizabeth M. Williamson, Fundamentals of Pharmacognosy and Phytotherapy, Elsevier Health Sciences, 25 aprile 2012,  p. 521, ISBN 0-7020-5231-0.

#### Curcuma
- P. N. Ravindran, K. Nirmal Babu and Kandaswamy Sivaraman, Turmeric: The genus Curcuma, CRC Press, 1º marzo 2007,  p. 297, ISBN 978-1-4200-0632-2.
- Efficacy of Curcumin in Lung Cancer: Histological Evidence[collegamento interrotto], ProQuest, 2008,  p. 18, ISBN 978-1-109-02016-8.
- The Modulation of DNA Damage by Curcumin[collegamento interrotto], ProQuest, 2008,  p. 4, ISBN 978-0-549-80792-6.
- (EN) Bharat B. Aggarwal, Young-Joon Surh and S. Shishodia, The Molecular Targets and Therapeutic Uses of Curcumin in Health and Disease, Springer Science & Business Media, 6 agosto 2007, ISBN 978-0-387-46401-5.
- Wayne R. Bidlack, Stanley T. Omaye, Mark S. Meskin and Debra K.W. Topham, Phytochemicals as Bioactive Agents, CRC Press, 16 marzo 2000,  p. 164, ISBN 978-1-56676-788-0.
- Ronald Ross Watson, Victor R. Preedy, Bioactive Food as Dietary Interventions for Liver and Gastrointestinal Disease: Bioactive Foods in Chronic Disease States, Academic Press, 22 ottobre 2012,  p. 585, ISBN 978-0-12-397764-9.
- Victor R. Preedy, Handbook of Diet, Nutrition and the Skin, Springer Science & Business Media, 2012,  p. 338, ISBN 978-90-8686-729-5.
- Goutam Brahmachari, Chemistry and Pharmacology of Naturally Occurring Bioactive Compounds, CRC Press, 20 febbraio 2013,  p. 265, ISBN 978-1-4398-9167-4.
- Catechols—Advances in Research and Application: 2012 Edition: ScholarlyBrief, ScholarlyEditions, 26 dicembre 2012,  p. 35, ISBN 978-1-4816-0697-4.
- Ah-Ng Tony Kong, Inflammation, Oxidative Stress, and Cancer: Dietary Approaches for Cancer Prevention, CRC Press, 7 agosto 2013,  p. 343, ISBN 978-1-4665-0371-7.
- Chao Ma, Rong Fan and Antoni Ribas, Cancer Immunotherapy & Immuno-monitoring: Mechanism, Treatment, Diagnosis, and Emerging Tools, Frontiers E-books, 16 dicembre 2014,  p. 87, ISBN 978-2-88919-380-6.
- Diarylheptanoids—Advances in Research and Application: 2013 Edition: ScholarlyBrief, ScholarlyEditions, 21 giugno 2013,  p. 23, ISBN 978-1-4816-8719-5.